# Tatiná
Tatiná je obec v okrese Plzeň-sever v Plzeňském kraji. Žije v ní 253 obyvatel.

## Historie
První písemná zmínka o obci pochází z roku 1379, kdy Stach z Kokořova koupil od Otíka dvory v Tatiné a v Kokořově. Roku 1462 ves patřila k Nekmíři. Po polovině 17. století měl Tatinou rod Götzů. Od 18. až do poloviny 19. století spadala Tatiná do majetku pánů z Vrtby, poté ji odkazem získali Lobkovicové z Křimic. 

## Obyvatelstvo
K roku 1921 zde bylo 48 domů a 307 obyvatel.
| Rok            | 1869 | 1880 | 1890 | 1900 | 1910 | 1921 | 1930 | 1950 | 1961 | 1970 | 1980 | 1991 | 2001 | 2011 | 2021 |
| -------------- | ---- | ---- | ---- | ---- | ---- | ---- | ---- | ---- | ---- | ---- | ---- | ---- | ---- | ---- | ---- |
| Počet obyvatel | 185  | 187  | 229  | 240  | 300  | 307  | 293  | 245  | 262  | 244  | 231  | 212  | 223  | 236  | 248  |
| Počet domů     | 23   | 26   | 30   | 34   | 44   | 48   | 55   | 62   | 64   | 59   | 60   | 68   | 73   | 77   | 89   |

## Obecní správa
Mezi lety 1869–1950 Tatiná byla obcí v okrese Plzeň (1869–1930) a později v okrese Plzeň-okolí. V letech 1961–1991 patřila jako část obce k Žilovu a od 1. ledna 1992 je opět samostatnou obcí.

### Obecní symboly
Znak a vlajka byly obci uděleny rozhodnutím předsedy Poslanecké sněmovny Parlamentu České republiky dne 20. ledna 2005.

## Pamětihodnosti
V centru vesnice stojí zděná šestiboká kaplička svatého Jana Nepomuckého z roku 1823. V obci je několik historických bran. Významná je brána v čp. 6 s překladem nesoucí štít, opatřený vročením 1933 a monogramem stavebníka. Na pilířích brány do statku čp. 21 jsou umístěny plastiky lvů a pod nimi v ploše zdiva reliéfy snopů obilí. Dne 20. září 2008 byla při příležitosti setkání rodáků a oslav vzniku místního sboru dobrovolných hasičů slavnostně odhalena socha svatého Floriána, patrona hasičů.